# Limbă izolantă
În lingvistica comparativă, una din categoriile luate în seamă de tipologia morfologică a limbilor este cea a limbilor izolante sau amorfe, care prezintă cel mai înalt grad de analitism. În asemenea limbi, raporturile sintactice se exprimă în general cu ajutorul unor cuvinte gramaticale independente (de exemplu particule, prepoziții) și al topicii, cuvintele cu sens lexical fiind invariabile din punct de vedere gramatical, adică fără afixe gramaticale. Limbile izolante se opun limbilor numite sintetice, în care raporturile sintactice se indică în mod tipic prin afixe gramaticale.

## Caracteristici
Una dintre limbile izolante este chineza. Exemplul de frază de mai jos arată caracteristica principală a acestor limbi, aceea că fiecare cuvânt coincide cu un singur morfem:
| nǐ                            | děng      | wǒ, | wǒ | jiù    | gēn | nǐ | qù      |
| tu                            | a aștepta | eu, | eu | atunci | cu  | tu | a merge |
| Dacă mă aștepți, merg cu tine |           |     |    |        |     |    |         |

Altă caracteristică a limbilor izolante sunt construcțiile verbale seriale. În acestea, verbele și complementele lor sunt juxtapuse, unele verbe având un sens mai abstract sau mai gramaticalizat. Un exemplu în limba yoruba, din Africa Occidentală, este:
| ó             | gbé    | e                                         | wá     |
| el            | a duce | pronume personal reprezentând un inanimat | a veni |
| El îl/o aduce |        |                                           |        |

Limbile izolante se mai caracterizează și prin:
- tendința de a avea cuvinte monosilabice, astfel fiind atât cele cu sens lexical, cât și cele gramaticale;
- nedistingerea clară a părților de vorbire, neavând mijloace de exprimare a categoriilor gramaticale cum sunt afixele;
- topica fixă a propoziției ca mijloc sintactic.

Limbi izolante se găsesc mai ales în Asia de Est și de Sud-Est, pe lângă chineză astfel fiind, printre altele, vietnameza, thailandeza și khmera. Alte regiuni cu mai multe limbi izolante sunt Africa Occidentală (ex. yoruba și ewe) și Africa de Sud, ex. limbile !kung. Limbile creole de asemenea tind spre caracterul izolant.

## Relativitatea caracterului izolant
Nicio limbă nu este pur analititică sau pur sintetică, ci toate prezintă aceste caractersitici într-o măsură mai mare sau mai mică. Într-o limbă în mod ideal izolantă, într-o propoziție, fiecare cuvânt coincide cu un singur morfem. Dimpotrivă, în una în mod ideal sintetică, de care se apropie limbile numite polisintetice, o propoziție, uneori o frază, este constituită dintr-un singur cuvânt care înglobează toate morfemele necesare. Între ele se situează limbile preponderent sintetice, în care majoritatea cuvintelor, tot în propoziții, sunt constituite din mai mult de un morfem. Pentru a măsura caracterul limbilor din acest punct de vedere, lingvistul american Joseph H. Greenberg a calculat raportul dintre numărul de morfeme și numărul de cuvinte pe eșantioane de o sută de cuvinte din opt limbi, pe care l-a numit „grad de sinteză”. Cu cât indicele acestui raport este mai scăzut, cu atât limba este mai analitică. De pildă, limba vietnameză, cu un grad de sinteză de 1,06, este o limbă foarte izolantă, limba engleză, cu gradul de sinteză de 1,68, este o limbă analitică, sanscrita, care are gradul de sinteză de 2,59, este o limbă sintetică, iar una din limbile eschimoșilor, cu gradul de sinteză de 3,72, este polisintetică.
Nici printre limbile izolante nu toate au acest caracter în aceeași măsură. De exemplu, chineza clasică este mai izolantă decât chineza modernă, în care există și cuvinte derivate, precum și compuse, ex. fù-mǔ „părinți” (literal „tată-mamă”), zhěn-tóu „pernă” (lit. „odihnă-cap”), ceea ce îi ridică gradul de sinteză la 1,54 și face din ea o limbă moderat izolantă.
În unele limbi, caracterul analitic, respectiv sintetic poate fi diferit de la o clasă de cuvinte la alta, de pildă domeniul verbelor să fie izolant, iar cel al substantivelor să nu fie.